# Dollar Bay (Míchigan)
Dollar Bay es un lugar designado por el censo ubicado en el condado de Houghton en el estado estadounidense de Míchigan. En el Censo de 2010 tenía una población de 1082 habitantes y una densidad poblacional de 90,21 personas por km².

## Geografía
Dollar Bay se encuentra ubicado en las coordenadas 47°7′37″N 88°30′24″O / 47.12694, -88.50667. Según la Oficina del Censo de los Estados Unidos, Dollar Bay tiene una superficie total de 11.99 km², de la cual 10.55 km² corresponden a tierra firme y (12.05%) 1.45 km² es agua.

## Demografía
Según el censo de 2010, había 1082 personas residiendo en Dollar Bay. La densidad de población era de 90,21 hab./km². De los 1082 habitantes, Dollar Bay estaba compuesto por el 97.5% blancos, el 0.18% eran afroamericanos, el 0.55% eran amerindios, el 0.83% eran asiáticos, el 0% eran isleños del Pacífico, el 0% eran de otras razas y el 0.92% pertenecían a dos o más razas. Del total de la población el 0.37% eran hispanos o latinos de cualquier raza.